# Mindszentgodisa
Mindszentgodisa là một thị trấn thuộc hạt Baranya, Hungary. Thị trấn này có diện tích 22,97 km², dân số năm 2010 là 910 người, mật độ 40 người/km².